# Manuel Sucher
Manuel Sucher (Rosario, provincia de Santa Fe, Argentina, 31 de enero de 1913 – Buenos Aires, ídem , 5 de abril de 1971 ) cuyo nombre completo era Bernardo Manuel Sucher fue un pianista  y compositor  dedicado al género del tango.

## Primeros años
Su familia, que era de clase media acomodada y cierto refinamiento, vino en 1901 de Odessa. Su madre, Berta Schupper, había hecho el bachillerato en Rusia, lo que era infrecuente en esa época para una mujer. Su padre, David Sucher, era un comerciante próspero y su abuela materna, que emigró con ellos, era una obstetra, que siguió ejerciendo su profesión en la Argentina. 
El matrimonio tuvo cuatro hijos, al tercero de los cuales llamaron Mendel,  que pronto se convirtió en Manuel o Manolo, estudió violín y parecía destinado a concertista. A los quince años había aprendido a tocar piano escuchando a sus hermanas María y Rosa Manolo y con pantalones largos prestados, se escapaba de su casa a la noche saltando por el balcón y acompañaba en piano las películas mudas que se proyectaban en un cine de la calle Córdoba, en su Rosario natal.

## Actividad profesional
En 1930 formó un conjunto con el bandoneonista Félix Lipesker y en 1932 empeñó el violín para hacerse del dinero necesario y partió furtivamente hacia Buenos Aires donde se alojó en la casa de su hermana María que vivía allí desde 1929. Llegaba para trabajar como pianista acompañando a Fanny Loy, una bailarina devenida cancionista y logró actuar en radio Belgrano. Sucher luego se incorporó a la orquesta del bandoneonista y compositor Anselmo Aieta, que actuaba en el teatro Nacional y, posteriormente, a la del violinista Antonio Arcieri, llamada Los Matreros.
A mediados de la década de 1940 estuvo en la orquesta de Ebe Bedrune «La Mujer Tango» y de a poco se concentró en la especialidad de acompañar cantantes desde el piano como, por ejemplo, a Carmen del Moral. Cuando en 1943 Ricardo Tanturi le encomendó seleccionar un cantor para reemplazar al independizado Alberto Castillo, eligió a Armando Laborde, que grabó en acetato Margarita Gauthier, y a Enrique Campos, que registró Percal, inclinándose Tanturi por este último. Finalmente, Sucher se vinculó al cantor Mario Landi y también acompañó, en 1948, a Horacio Deval.

## Labor como compositor
Sucher era un autor que trataba de difundir sus obras. Buscaba a los cantores y le daba sus piezas y después interesaba al director de la orquesta. Uno de sus pocos tangos instrumentales es Para el recuerdo (A Fiore), grabado por Carlos Figari en 1959.
Como compositor se inició en 1944 con el tango Como el hornero, con letra de un peluquero uruguayo, José Rótulo. Lo grabaron, entre otros, Ángel D'Agostino con Ángel Vargas, Pedro Laurenz con Alberto Podestá, la orquesta de Rodolfo Biagi con la voz de Alberto Amor. 
Era una época en la que la dictadura militar emergente del golpe de Estado del 4 de junio de 1943 había establecido una rígida censura en la radio, prohibiendo tanto los términos lunfardos como las letras pesimistas. Este tango se ajusta a esas reglas evitando todo vocablo lunfardo y si bien tiene un toque melancólico no deja de ofrecer al final un rayo de esperanza; sin embargo, una última estrofa –una suerte de feliz final hollywoodense- que se encuentra en la letra original no es cantada en las versiones citadas.
Algunas de sus mejores obras llevan letra de Carlos Bahr: En carne propia (1946) que fue grabado, entre otros, por Aníbal Troilo con Alberto Marino y por María de la Fuente, Nada más que un corazón (1944),  grabado por Osvaldo Pugliese con Roberto Chanel y por Troilo con Marino y Seis días, grabado en 1945 en la voz de Fiorentino con Astor Piazzolla  y en la de Raúl Iriarte con Miguel Caló.
Otras obras que se recuerdan de su colaboración con Bahr son Dónde estás, Noche de locura, con versiones tan valiosas como la de Charlo o la de Ángel Vargas, además de la de Miguel Caló con Alberto Podestá en 1954, Muriéndome de amor y Prohibido, -un éxito comercial al que Julio Nudler atribuye escaso valor musical y una letra pobre- y Precio. Otro éxito comercial fue Qué me importa tu pasado, con letra de Roberto Giménez. Con Tita Merello escribió Decime, Dios, dónde estás y con Zelmar Gueñol, Señor de la amargura, dedicado a Discepolín.

## Vida personal
Sucher, un soltero y galán empedernido, cuidaba su apariencia vistiendo con elegancia y luciendo relojes y anillos. Gustaba de recibir sus amigos en su departamento de Palermo pero también era muy devoto de su madre y llevó a su casa para que la conocieran a personalidades tales como Hugo del Carril, Alejandro Romay y Ranko Fujisawa, entre otros.
Sucher falleció de un infarto el 5 de abril de 1971.